# Verein Historische Eisenbahn Emmental
Der Verein Historische Eisenbahn Emmental (VHE) unterhält im Depot der ehemaligen Eisenbahngesellschaft Vereinigte Huttwil-Bahnen (VHB) in Huttwil historische Eisenbahn-Fahrzeuge. Der Verein ist Mitglied der IG TR Trans Rail. Das entsprechende Eisenbahnverkehrsunternehmen TR Trans Rail AG ist verantwortlich für die Durchführung von Charter- und öffentlichen Fahrten mit dem Rollmaterial des VHE.
Um auf der Strecke der Emmentalbahn GmbH von Huttwil BE nach Sumiswald BE – Grünen BE (Bahnstrecke Ramsei–Huttwil) regelmässig Dampffahrten anbieten zu können, wurde zusammen mit dem Verein Dampfbahn Bern die Genossenschaft Museumsbahn Emmental gegründet.

## Geschichte
Der Verein wurde am 25. Oktober 1997 von Mitgliedern der ehemaligen Eurovapor-Sektion Emmental unter dem damaligen Namen Vereinigte Dampf-Bahnen (VDB) gegründet. Anlässlich der Mitgliederversammlung im Jahr 2005 wurde eine Namensänderung auf Verein Historische Eisenbahn Emmental beschlossen.

## Rollmaterial

### Dampflokomotiven

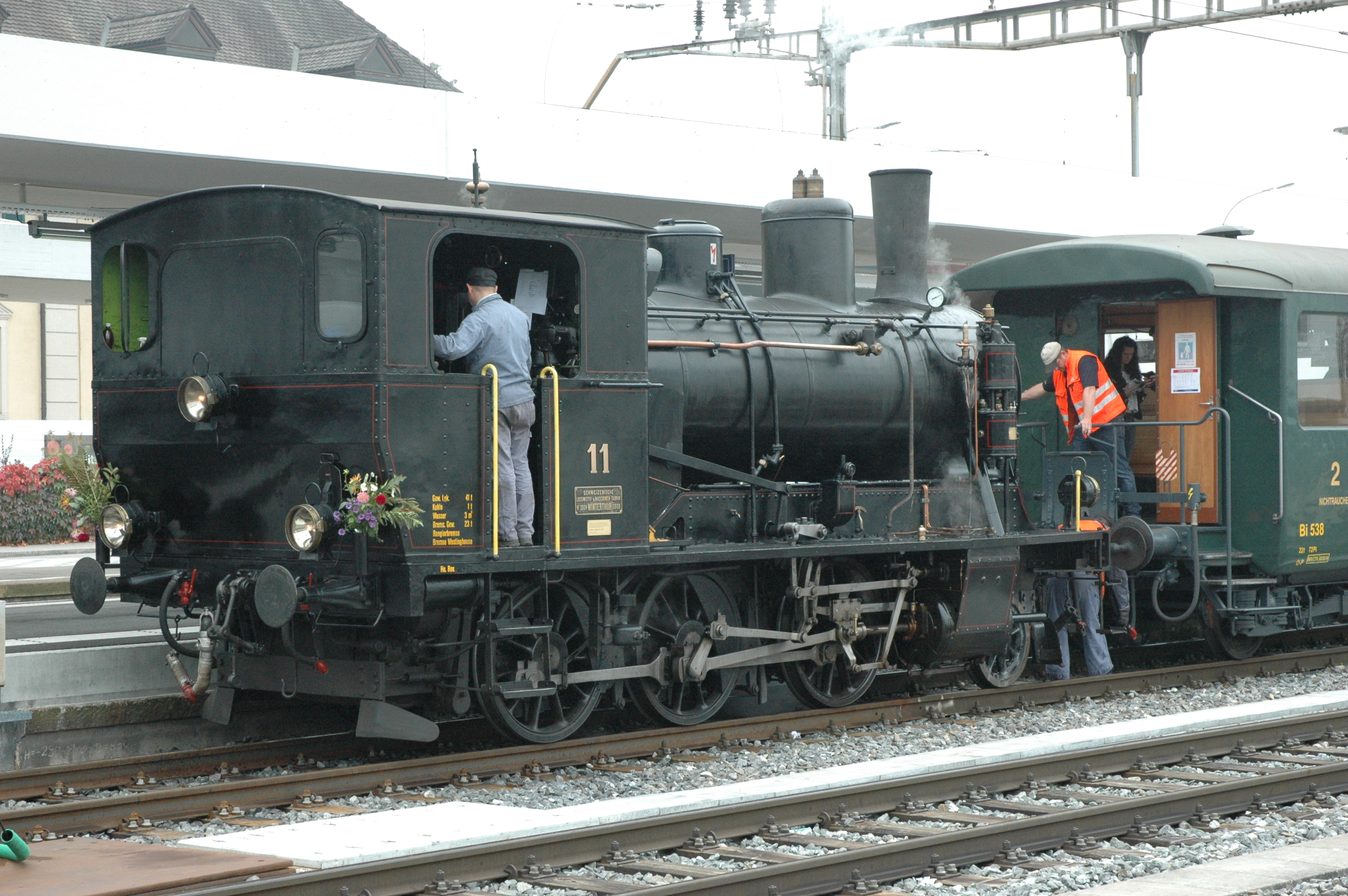
Dampflokomotive Ed 3/4 11 des VHE, ex LHB

- HWB Ec 3/3 5 (90 85 000 6 425-2, 1936, Motorlokomotive, ex Huttwil-Wolhusen-Bahn, ex VHB, Leihgabe von SBB Historic)[6]
- SMB Ed 3/4 2 (90 85 000 7 402-0, 1908, ex SMB, Leihgabe, in Privatbesitz)
- LHB Ed 3/4 11 (90 85 000 7 411-1, 1908, ex Langenthal-Huttwil-Bahn, ex VHB)

Elektrolokomotiven
• EBT Be 4/4 102 (91 85 4416 102-2, 1932, ex EBT, ex RM, ex BLS AG, Leihgabe von BLS AG)

### Elektrotriebwagen

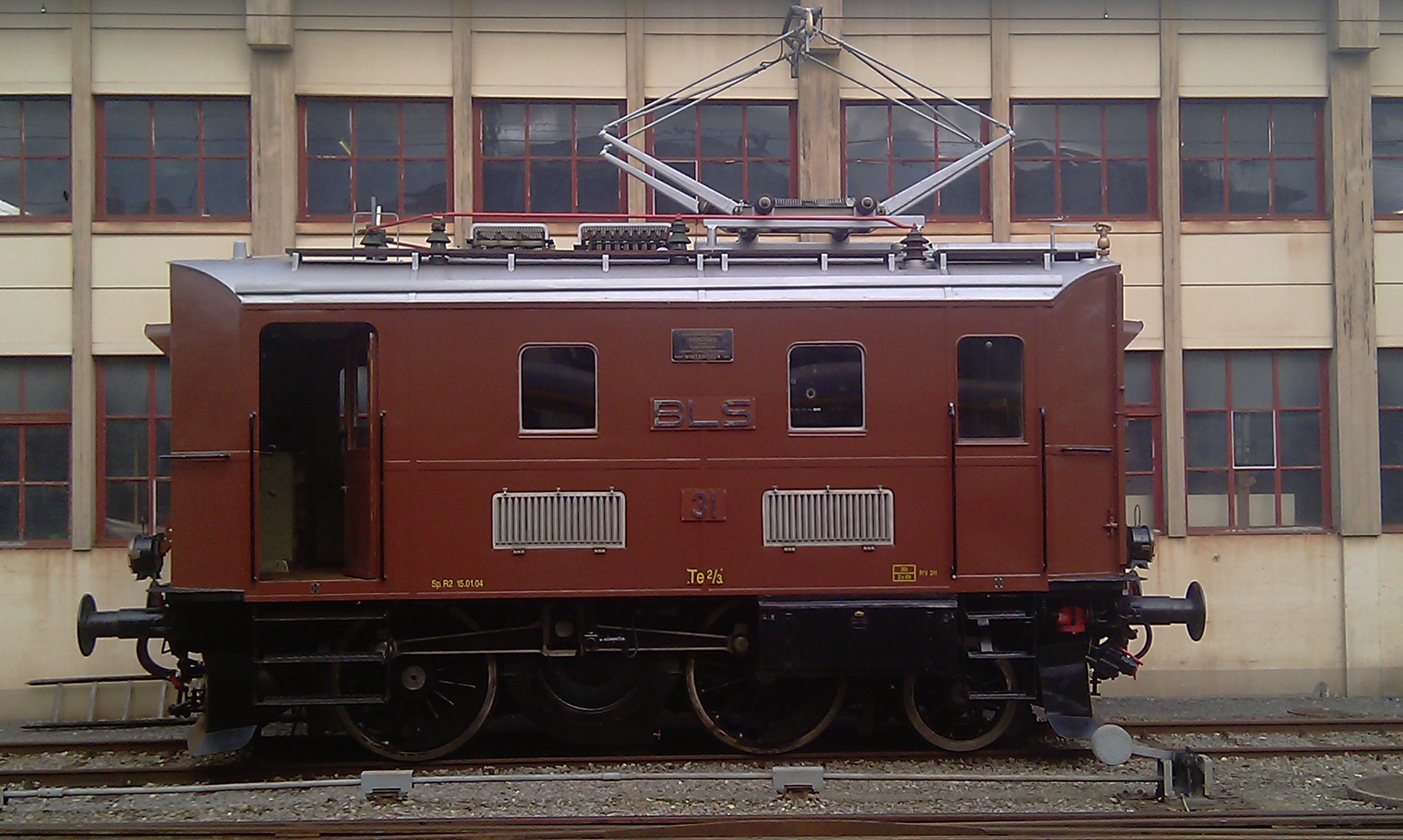
Traktor Te 2/3 31 des VHE

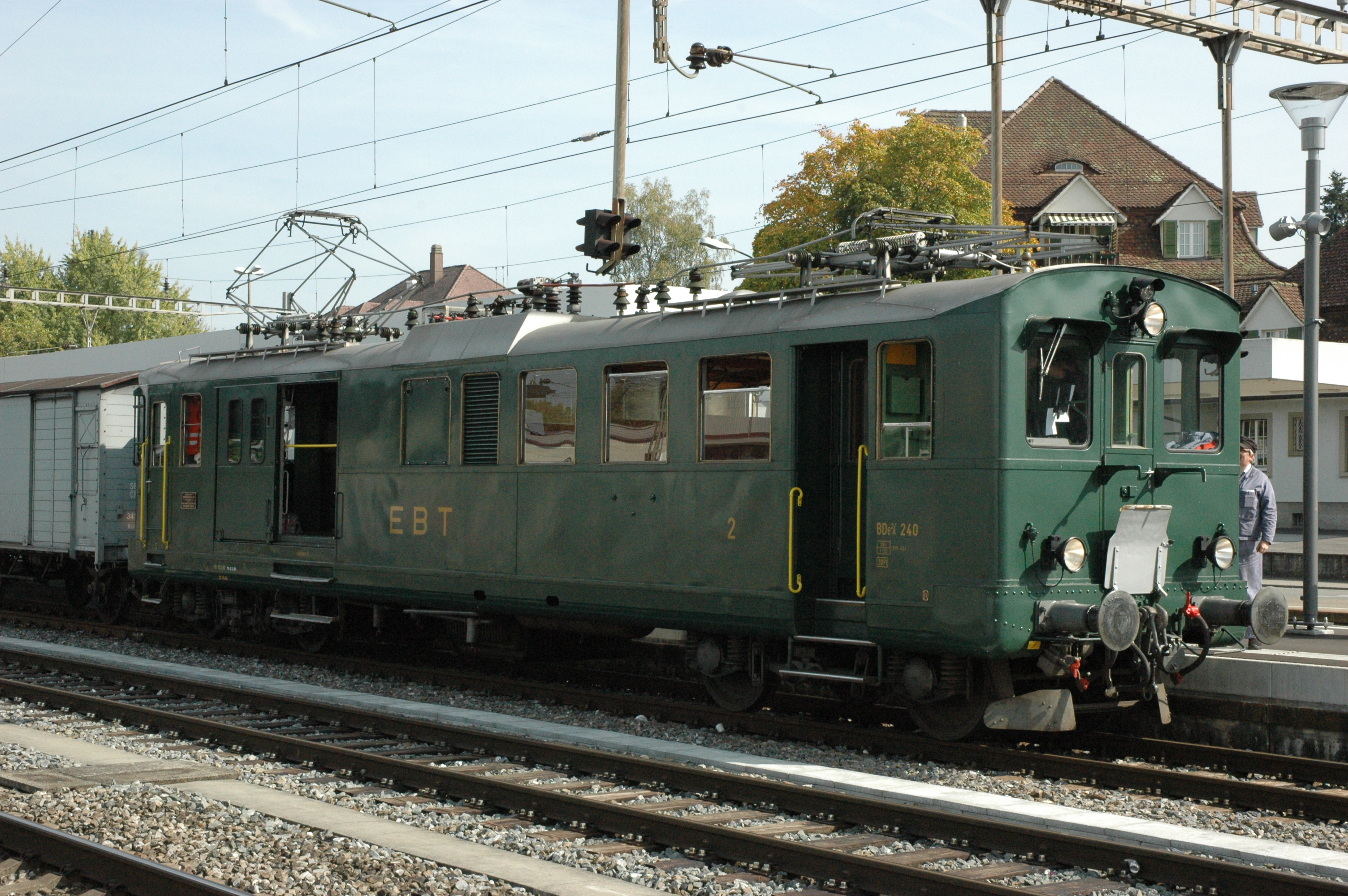
Elektrotriebwagen BDe 2/4 240 des VHE, ex EBT

- BDe 2/4 240 (94 85 7 578 240-4, 1933, ex Emmentalbahn CFe 2/4 124, ex EBT 224)

### Traktoren
- Te 2/3 31 (97 85 1 215 031-6, 1925, ex BLS CFe 2/6 784, 1956 Umbau zum Te 2/3)
- Te I 21 (1944, ex Te 2/2 151, ex RM 216 321)
- SBB Tm III 9527 (98 85 5 232 527-2, 1986)

### Personenwagen

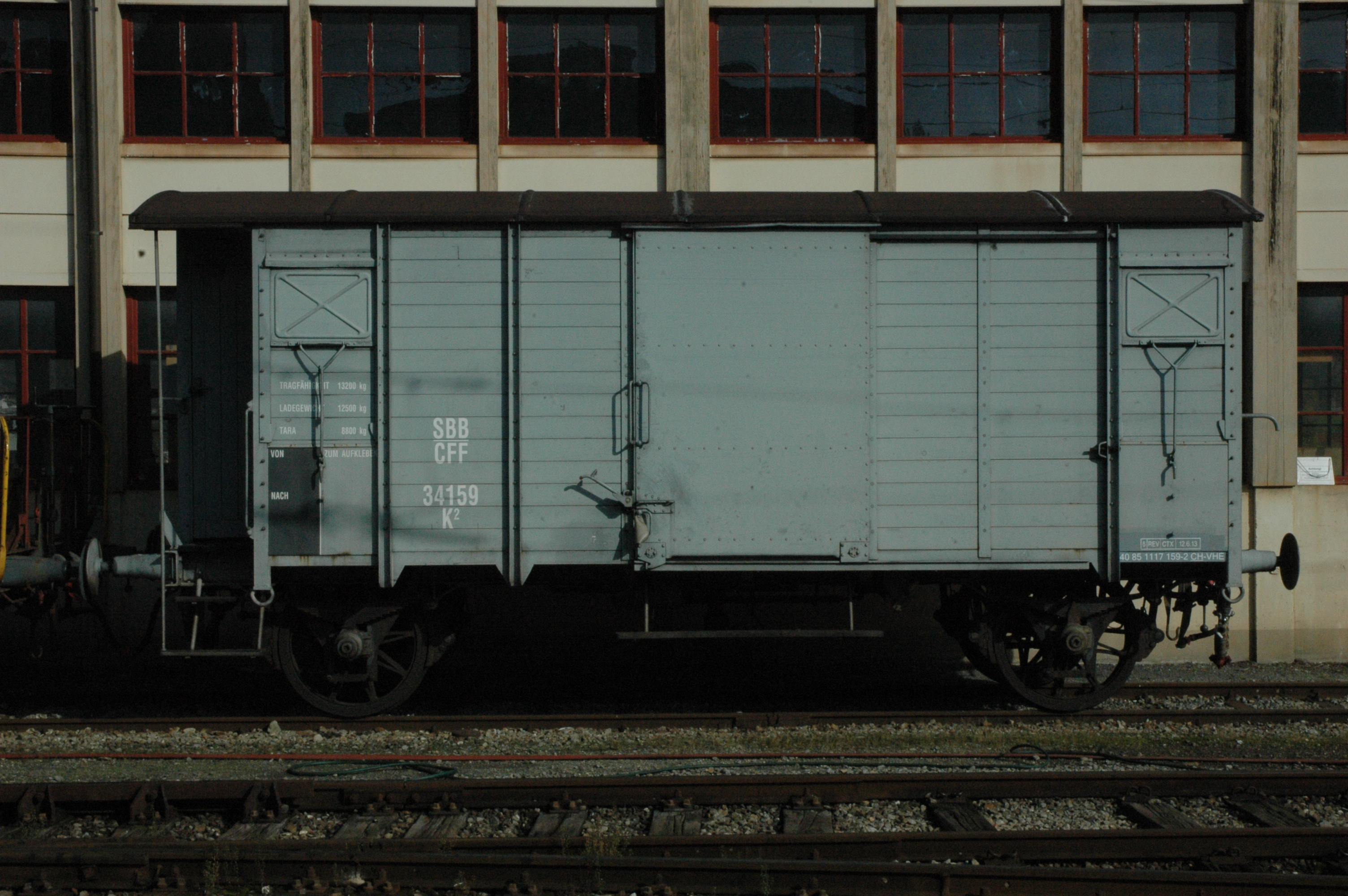
Güterwagen K2 des VHE

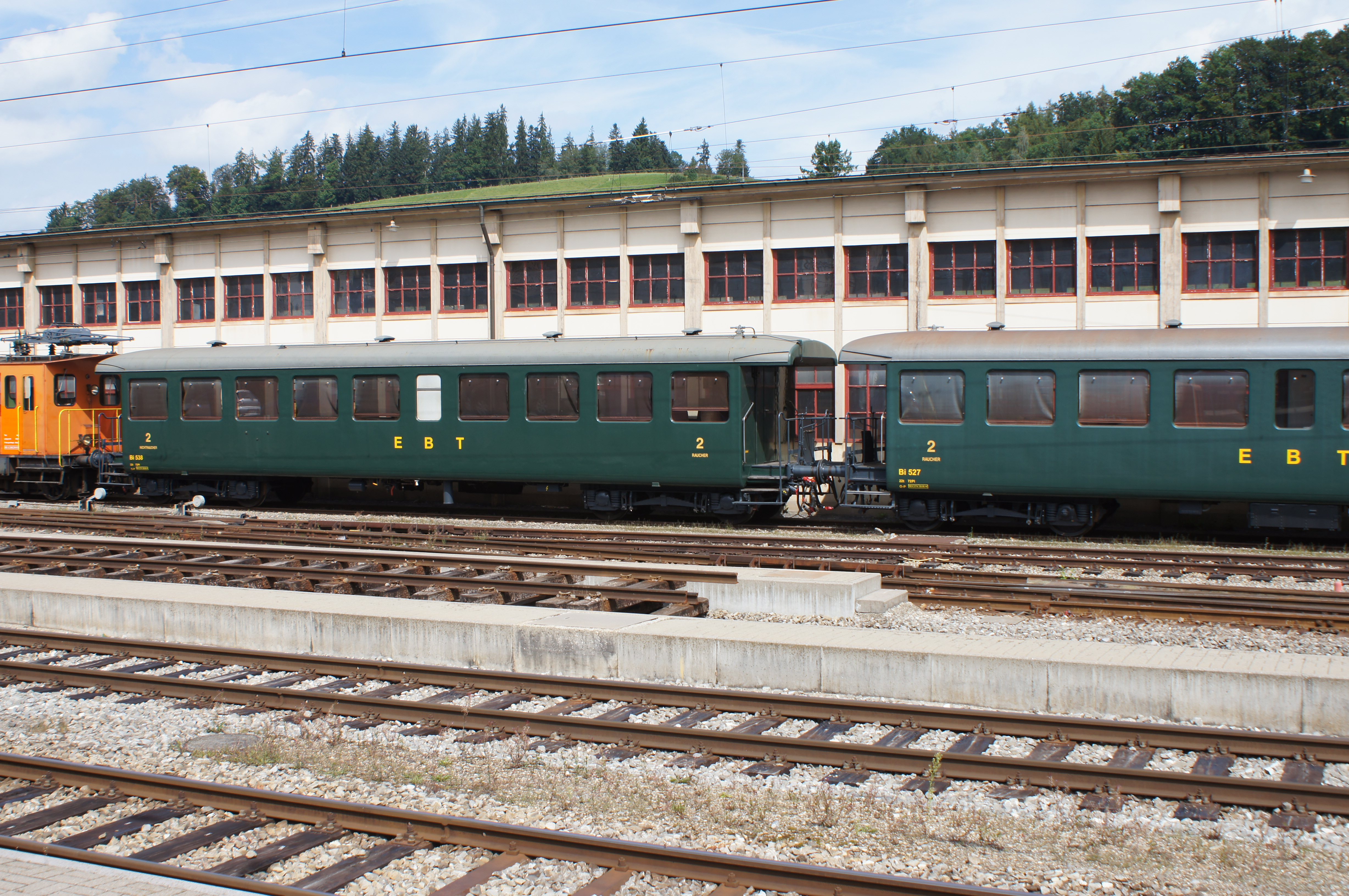
Personenwagen Bi 538 und 527 des VHE, ex EBT

- Bi 527 (55 85 2913 527-6, 1947, ex EBT C4 97, Leichtstahlwagen mit offenen Plattformen)
- Bi 528 (1947, ex EBT C4 98, Leichtstahlwagen mit offenen Plattformen)
- Bi 538 (55 85 2913 538-3, 1945, ex EBT C4 93, Leichtstahlwagen mit offenen Plattformen)
- ABDi 722 (55 85 8113 722-8, 1955, ex EBT BCF4 227, Leichtstahlwagen mit offenen Plattformen und Mitteleinstieg)
- WR 9963 Emmentalerstube (1950, ex SBB C4ü)

### Güterwagen
- K2 34159 (40 85 1117 159-2, 1908, ex SBB, Gedeckter Güterwagen Bauart Gklm-v)
- K3 604 (40 85 9446 604-2, 1916, ex SBB 44304, Gedeckter Güterwagen Bauart Gms)
- V 176 (1956, ex BLS, Flachwagen Bauart K)